# Miss Universe Vietnam 2023
Miss Universe Vietnam 2023 là cuộc thi Miss Universe Vietnam lần thứ 6, sẽ diễn ra vào ngày 29 tháng 9 năm 2023. Cuộc thi này được tổ chức sau khi bản quyền Hoa hậu Hoàn vũ tách khỏi Hoa hậu Hoàn vũ Việt Nam của Công ty Cổ phần Hoàn vũ Sài Gòn và thuộc quyền sở hữu của Công ty Cổ phần Thương mại Hoa hậu Hoàn vũ Việt Nam. Người đăng quang sẽ đại diện Việt Nam tham dự Hoa hậu Hoàn vũ 2023.

## Kết quả

### Thứ hạng
| Kết quả                    | Thí sinh | Vị trí Quốc tế |
| -------------------------- | --- | --- |
| Miss Universe Vietnam 2023 | - Hà Nội – Bùi Quỳnh Hoa | - Chiến thắng – Hoa hậu Áo dài Việt Nam Thế giới 2017 - Chiến thắng – Siêu mẫu Quốc tế 2022 - Tham dự – Hoa hậu Hoàn vũ 2023 |
| Á hậu 1                    | - Gia Lai – Nguyễn Thị Hương Ly | |
| Á hậu 2                    | - Thành phố Hồ Chí Minh – Trịnh Thị Hồng Đăng                                                                                      | |
| Top 6                      | - Thành phố Hồ Chí Minh – Lydie Marie Wache Vu                                                                                     | - Tham dự – Hoa hậu Siêu quốc gia 2024                                                                                       |
| Top 6                      | - Thành phố Hồ Chí Minh – Emma Maria Fernandez Lê                                                                                  | |
| Top 6                      | - Hà Nam – Phạm Thị Anh Thư | - Chiến thắng – Hoa hậu Phụ nữ Sắc đẹp 2017                                                                                  |
| Top 10                     | - Đắk Lắk – H'Duyên Bkrông - Tiền Giang – Nguyễn Thị Lệ Nam - Thành phố Hồ Chí Minh – Huỳnh Kim Anh - Quảng Ninh – Mai Phương Thảo | |

### Thứ tự gọi tên
| 1. H'Duyên Bkrông 2. Nguyễn Thị Lệ Nam 3. Lydie Marie Wache Vu 4. Huỳnh Kim Anh 5. Mai Phương Thảo 6. Phạm Thị Anh Thư 7. Bùi Quỳnh Hoa 8. Trịnh Thị Hồng Đăng 9. Nguyễn Thị Hương Ly 10. Emma Maria Fernandez Lê | 1. Lydie Marie Wache Vu 2. Emma Maria Fernandez Lê 3. Phạm Thị Anh Thư 4. Nguyễn Thị Hương Ly 5. Bùi Quỳnh Hoa 6. Trịnh Thị Hồng Đăng | 1. Bùi Quỳnh Hoa 2. Nguyễn Thị Hương Ly 3. Trịnh Thị Hồng Đăng |

## Các giải thưởng phụ
| Giải phụ                      | Thí sinh                                       |
| Người đẹp Thời trang          | - Vĩnh Phúc – Lê Thị Lan Anh                   |
| Người đẹp Biển                | - Thành phố Hồ Chí Minh – Lydie Marie Wache Vu |
| Người đẹp Truyền thông        | - Tiền Giang – Nguyễn Thị Lệ Nam               |
| Người đẹp truyền cảm hứng     | - Quảng Ninh – Mai Phương Thảo                 |
| Người đẹp Áo dài              | - Thành phố Hồ Chí Minh – Trịnh Thị Hồng Đăng  |
| Người đẹp được yêu thích nhất | - Thành phố Hồ Chí Minh – Trịnh Thị Hồng Đăng  |

### Giải thưởng phụ chính thức

#### Người đẹp Biển
| Kết quả     | Thí sinh |
| Chiến thắng | - Thành phố Hồ Chí Minh – Lydie Marie Wache Vu                                                                                     |
| Top 5       | - Gia Lai – Nguyễn Thị Hương Ly - Hà Nội – Bùi Quỳnh Hoa - Thành phố Hồ Chí Minh – Trịnh Thị Hồng Đăng - Hà Nam – Phạm Thị Anh Thư |

## Ban giám khảo
| Họ và tên           | Nghề nghiệp, danh hiệu                                         | Vai trò              |
| ------------------- | -------------------------------------------------------------- | -------------------- |
| Nguyễn Thị Thúy Nga | Doanh nhân                                                     | Trưởng ban giám khảo |
| Trần Ngọc Lan Khuê  | Giải Vàng Siêu mẫu Việt Nam 2013 Hoa khôi Áo dài Việt Nam 2014 | Thành viên           |
| Chu Thị Hồng Anh    | Doanh nhân, NTK                                                | Thành viên           |
| Nguyễn Phương Mai   | Siêu mẫu                                                       | Thành viên           |
| Di Ái Hồng Sâm      | Doanh nhân                                                     | Thành viên           |

## Thí sinh tham gia
| STT | Họ tên                              | Năm sinh | Chiều cao | Quê quán              | Ghi chú                                                |
| --- | ----------------------------------- | -------- | --------- | --------------------- | ------------------------------------------------------ |
| 1   | Huỳnh Kim Anh                       | 2000     | 1,75 m    | Thành phố Hồ Chí Minh | Top 10                                                 |
| 2   | Lê Thị Lan Anh                      | 1999     | 1,74 m    | Vĩnh Phúc             | Người đẹp Thời trang                                   |
| 3   | Trịnh Thị Hồng Đăng                 | 1994     | 1,72 m    | Thành phố Hồ Chí Minh | Á hậu 2 Người đẹp được yêu thích nhất Người đẹp Áo dài |
| 4   | Emma Maria Fernandez Lê             | 2000     | 1,68 m    | Thành phố Hồ Chí Minh | Top 6                                                  |
| 5   | H'Duyên Bkrông                      | 2000     | 1,72 m    | Đắk Lắk               | Top 10                                                 |
| 6   | Bùi Quỳnh Hoa                       | 1998     | 1,72 m    | Hà Nội                | Miss Universe Vietnam 2023                             |
| 7   | Đinh Thị Hoa                        | 2001     | 1,73 m    | Đắk Lắk               |                                                        |
| 8   | Trần Nhật Lệ                        | 2001     | 1,69 m    | Quảng Ninh            |                                                        |
| 9   | Nguyễn Thị Hương Ly                 | 1995     | 1,76 m    | Gia Lai               | Á hậu 1                                                |
| 10  | Lydie Marie Wache Vu (Vũ Phương Ly) | 1993     | 1,76 m    | Thành phố Hồ Chí Minh | Top 6 Người đẹp Biển                                   |
| 11  | Trần Thị Ngọc Mai                   | 1999     | 1,68 m    | Nghệ An               |                                                        |
| 12  | Nguyễn Diễm My                      | 1998     | 1,73 m    | Cà Mau                |                                                        |
| 13  | Nguyễn Thị Lệ Nam                   | 1996     | 1,75 m    | Tiền Giang            | Top 10 Người đẹp Truyền thông                          |
| 14  | Trần Thị Ánh Nguyệt                 | 2000     | 1,74 m    | Thái Bình             |                                                        |
| 15  | Nguyễn Thị Quỳnh Như                | 2000     | 1,73 m    | Đắk Lắk               |                                                        |
| 16  | Mai Phương Thảo                     | 2000     | 1,68 m    | Quảng Ninh            | Top 10 Người đẹp truyền cảm hứng                       |
| 17  | Phạm Thị Anh Thư                    | 1997     | 1,75 m    | Hà Nam                | Top 6                                                  |
| 18  | Phạm Hoàng Thu Uyên                 | 1997     | 1,68 m    | Hải Phòng             |                                                        |

## Thông tin thí sinh
- Bùi Quỳnh Hoa: Hoa hậu Áo dài Việt Nam Thế giới 2017, Top 45 Hoa hậu Hoàn vũ Việt Nam 2017, Top 40 Hoa hậu Biển Việt Nam Toàn cầu 2018 nhưng rút lui trước đêm chung kết vì lý do cá nhân, Giải Vàng Siêu mẫu Việt Nam 2018, Top 10 Hoa hậu Hoàn vũ Việt Nam 2022 cùng giải phụ (Top 8 Người đẹp Bản lĩnh, Top 10 Trang phục truyền thống đẹp nhất), Quán quân Siêu mẫu Quốc tế 2022, Đại diện Việt Nam dự thi Hoa hậu Hoàn vũ 2023 nhưng không có thành tích gì.
- Nguyễn Thị Hương Ly: Quán quân Vietnam's Next Top Model 2015, tham gia vòng sơ khảo khu vực phía Bắc Hoa hậu Hoàn vũ Việt Nam 2017 nhưng rút lui sau đó vì lý do sức khỏe, Top 5 Hoa hậu Hoàn vũ Việt Nam 2019 cùng giải phụ Người đẹp Thời trang, Top 5 Hoa hậu Hoàn vũ Việt Nam 2022 cùng giải phụ Người đẹp Thời trang, Giám đốc Quốc gia Miss Universe Vietnam 2024.
- Lydie Marie Wache Vũ (Vũ Phương Ly): Đại diện Việt Nam dự thi Hoa hậu Siêu quốc gia 2024 cùng giải phụ (Top 13 Miss Influencer Opportunity, Top 10 Supra Fan-Vote).
- Emma Maria Fernandez Lê: Top 8 Bước nhảy Hoàn vũ 2024 cùng giải phụ Người đẹp Phong cách.
- Nguyễn Thị Lệ Nam (Nam Anh): Quán quân Người mẫu Thời trang Việt Nam 2018, Top 9 The Face Vietnam 2018 - team Thanh Hằng, Top 16 Hoa hậu Hoàn vũ Việt Nam 2022 cùng giải phụ (Best Face, Top 4 Người đẹp Bản lĩnh - Đại sứ Vì cộng đồng, Top 22 Best Catwalk, Top 10 Best Introduction, Top 11 Best Interview, Top 5 Miss Tiktok), Top 15 Hoa hậu Hòa bình Việt Nam 2024 cùng giải phụ (Top 5 Best in Swimsuit, Top 18 Miss Elasten), chị gái song sinh của Hoa hậu Đồng bằng Sông Cửu Long 2015 Nguyễn Thị Lệ Nam Em.
- Phạm Thị Anh Thư: Top 5 Hoa khôi Áo dài Việt Nam 2016, Quán quân New Face 2017, Hoa hậu Phụ nữ Sắc đẹp 2017, Top 15 Hoa hậu Thế giới Việt Nam 2019, Top 10 Hoa hậu Hoàn vũ Việt Nam 2019, Top 3 Supermodel International Vietnam 2022.
- Trần Nhật Lệ: Á khôi 1 Người đẹp Hạ Long 2020 cùng giải phụ Người đẹp Khả ái, Top 66 Hoa hậu Thế giới Việt Nam 2022, Top 45 Hoa hậu Việt Nam 2022, Top 8 Hoa hậu Trái Đất Việt Nam 2025 cùng giải phụ (Top 5 Người đẹp Thể thao, Người đẹp Biển).
- Phạm Hoàng Thu Uyên: Top 20 Hoa khôi Phụ nữ Việt Nam qua ảnh 2017, Top 16 Hoa hậu Hoàn vũ Việt Nam 2022 cùng giải phụ Người đẹp được yêu thích nhất, Á hậu 2 Hoa hậu Du lịch Việt Nam Toàn cầu 2024, Top 8 Hoa hậu Trái Đất Việt Nam 2025 cùng giải phụ (Người đẹp Du lịch, Top 5 Người đẹp Thời trang).
- H'Duyên Bkrông: Top 24 The New Mentor 2023 - Team Hồ Ngọc Hà, tham gia Hoa hậu Các dân tộc Việt Nam 2022 và dừng chân tại vòng sơ khảo.
- Huỳnh Kim Anh: Top 10 Hoa hậu Du lịch Việt Nam 2022, Á hậu 1 Hoa hậu Du lịch Việt Nam 2024 cùng giải phụ Người đẹp Hình thể.
- Đinh Thị Hoa: Top 38 Hoa hậu Thế giới Việt Nam 2022, Đăng quang Hoa hậu Đại sứ Du lịch Việt Nam 2024 cùng giải phụ "Người đẹp Du lịch".
- Nguyễn Thị Quỳnh Như: Top 30 Hoa hậu Thể thao Việt Nam 2022 - Team Kỳ Duyên.
- Nguyễn Diễm My: Top 16 Miss Universe Vietnam 2024.

## Dự thi quốc tế
| Cuộc thi                      | Đại diện                                  | Danh hiệu | Thứ hạng                  | Giải thưởng đặc biệt                                     |
| ----------------------------- | ----------------------------------------- | --------- | ------------------------- | -------------------------------------------------------- |
| Miss Beauty Woman 2017        | Phạm Thị Anh Thư                          | Top 6     | Miss Beauty Woman         | Best Interview                                           |
| Miss Aodai Vietnam World 2017 | Bùi Quỳnh Hoa                             | Hoa hậu   | Miss Aodai Vietnam World  | Không                                                    |
| Supermodel International 2022 | Bùi Quỳnh Hoa                             | Hoa hậu   | Super Model International | Best National Costume                                    |
| Miss Universe 2023            | Bùi Quỳnh Hoa                             | Hoa hậu   | Không đạt giải            | Không                                                    |
| Miss Supranational 2024       | Lydie Marie Wache Vũ (Lydie Vũ Phương Ly) | Top 6     | Không đạt giải            | Top 13 Miss Influencer Opportunity Top 10 Supra Fan-Vote |